# Scirpophaga nivella
Scirpophaga nivella là một loài bướm đêm trong họ Crambidae.